# Legge di Stevino

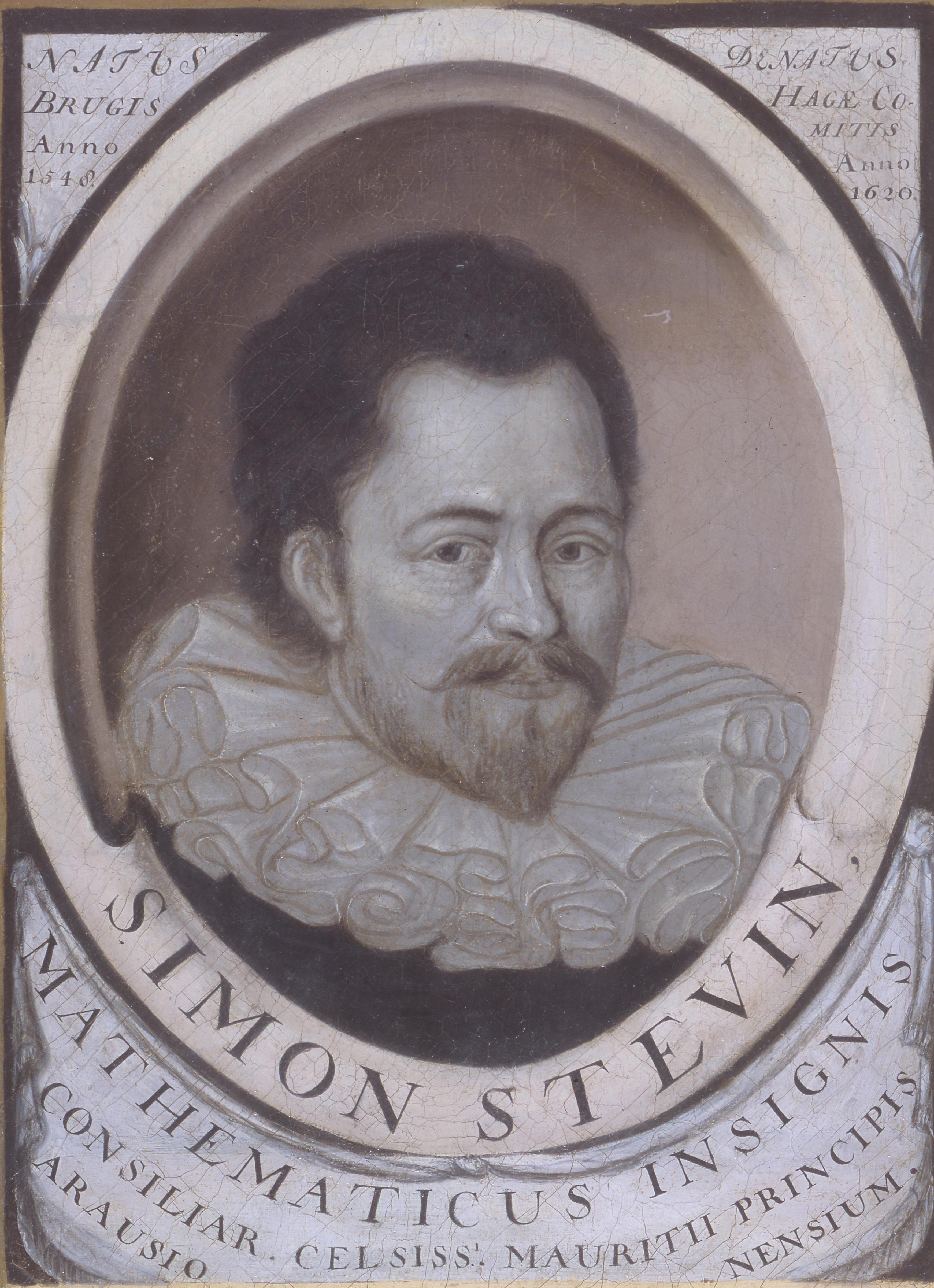
Simone Stevino

In idrostatica la legge di Stevino è un'equazione lineare, formulata da Simone Stevino, che permette di calcolare la pressione esistente a ogni profondità entro una colonna di fluido conoscendo la densità del liquido stesso. La legge è una semplificazione dell'equazione di Eulero per la quantità di moto nel caso di fluido statico in almeno un sistema di riferimento con densità costante e uniforme e soggetto a una forza uniforme in quel sistema di riferimento (quindi anche a un'accelerazione uniforme essendo la densità costante). La legge di Stevino è valida per i liquidi, in cui la pressione aumenta all'aumentare della profondità h. Ne deriva la seguente equazione generica: {\displaystyle p(h)=d\cdot g\cdot h+p_{0}} secondo cui la pressione ad una data profondità {\displaystyle h} è uguale al prodotto tra la densità del liquido, l'accelerazione gravitazionale e la profondità {\displaystyle h}, cui si deve sommare la pressione {\displaystyle p_{0}}, ovvero la pressione atmosferica (pressione alla base del liquido). 

## Descrizione
Un esempio è la forza gravitazionale a cui sono soggette tutte le porzioni di liquido in una colonna d'acqua, la forza peso della porzione d'acqua sovrastante un certo livello ad una fissata altezza della colonna d'acqua spinge verso il basso ma il fondo del recipiente blocca con una forza di reazione altrettanto intensa la porzione sottostante al livello considerato, la quale quindi a quell'altezza esercita una forza uguale ma contraria (verso l'alto). Inoltre data la natura corpuscolare del fluido le particelle che lo compongono non riescono a rimanere tutte incolonnate in verticale una sopra l'altra in modo ordinato, per cui una particella ad una certa altezza risente parzialmente della forza peso dell'intera porzione sovrastante non solo per le particelle sopra ad essa verticalmente, ma anche sopra ad essa in direzioni oblique che contribuiscono a generare forze dirette praticamente in tutte le direzioni che puntano sotto al livello considerato, come nel caso di un secchio cilindrico pieno di biglie a cui si applica un foro a lato dal quale non è da escludere possa sgusciare fuori qualche biglia, ed invece la porzione sottostante trasmette le forze di reazione in tutte le direzioni che puntano sopra al livello considerato e che sono dovute alle pareti rigide del recipiente, sia quella di fondo che quelle laterali.
La particella perciò è soggetta lungo una qualsiasi direzione e qualsiasi verso a una di queste forze, risultanti tutte di uguale intensità, tanto da rimanere ferma. La pressione è generata perciò in tutte le direzioni e aumenta in proporzione alla profondità, ma le uniche conseguenze visibili di cui è responsabile sono dovute all'interazione del liquido con sistemi a pressione diversa, come l'apparato cardiocircolatorio di un sommozzatore con una certa pressione sanguigna o come l'aria a pressione atmosferica nel caso venisse forato il recipiente lateralmente. La legge di Stevin venne enunciata su base sperimentale da Simone Stevino (1548-1620) nel caso dell'accelerazione di gravità nel suo trattato del 1586 De Beghinselen des Waterwichts dedicato all'idrostatica, e poi generalizzato dapprima da Eulero, e poi da Navier.
Degli esempi scorretti e fuorvianti di applicazione della legge di Stevin possono essere quello di un fluido in un ambiente vuoto e privo di gravità e quello di una colonna di fluido in caduta. Nel primo caso il fluido potrebbe esibire una certa pressione, sempre presente ma generalmente trascurabile in confronto a quella tradizionale derivante da un'accelerazione uniforme, tipica dei gas e dovuta ai moti casuali delle particelle che lo compongono che comunque restano legate tra loro, ma sebbene il fluido possa apparire stazionario la pressione non varia con l'altezza.
Nel caso di una caduta libera del fluido invece, esattamente come accade a una persona all'interno di un ascensore in discesa che tende a sentirsi più leggera fino a non pesare apparentemente nulla qualora l'ascensore fosse in caduta, le varie porzioni del fluido non interagiscono tra di loro e non si trasmettono le forze a cui sono soggette e che eventualmente subiscono. Infatti nessuna porzione ostacola il moto di un'altra, tutte si muovono ad una stessa velocità essendo tutte accelerate a causa della gravità e si nota che le ipotesi per la legge di Stevin non sono valide perché nel sistema in cui il fluido risulta stazionario non è soggetto ad alcuna accelerazione e che piuttosto è l'ambiente circostante che pare subirne una verso l'alto. Per quanto riguarda il secondo esempio c'è da specificare che ciò non esclude lo studio della pressione di un fluido in caduta, possibile ad esempio tramite l'equazione di Bernoulli, ma è da sottolineare come l'esempio tipico di applicazione di tale equazione dell'acqua che fuoriesce dal rubinetto sia più realistico e adatto rispetto a quello descritto in cui tutto il fluido cade contemporaneamente mantenendo la stessa velocità in tutte le sue porzioni come se si rimuovesse improvvisamente il fondo del recipiente.
Nel caso descritto infatti le porzioni di fluido mantengono tutte la stessa velocità per ogni istante ma naturalmente all'istante successivo tale velocità comune è incrementata e quindi quando una porzione più alta passerà nella posizione precedente di una porzione più bassa in quel punto la velocità del fluido è variata e pertanto l'ipotesi di stazionarietà necessaria per l'equazione di Bernoulli viene meno. Si può ovviare a questo problema sfruttando banalmente il terzo principio di Newton per cui si può vedere il fluido come un unico corpo soggetto alla pressione atmosferica a cui deve reagire assumendo una pressione identica sulle sue superfici esposte e conseguentemente all'interno. Il caso invece dell'acqua del rubinetto presenta diverse velocità costanti nel tempo ma diverse in posizioni differenti poiché le porzioni più in basso sono cadute per maggior tempo e sono state accelerate più a lungo rispetto a quelle più in alto appena uscite. Con queste condizioni l'equazione di Bernoulli è utilizzabile mentre la legge di Stevin non lo è tanto che dall'uso della prima si prova che la pressione è inferiore in basso a causa della maggiore velocità del fluido cosa che si può verificare sperimentalmente dato che la colonna di liquido in caduta riduce la propria sezione.
Un'applicazione pratica della legge è data dall'esperimento di Torricelli.

## Formulazione
La legge di Stevino afferma che la pressione esercitata da una colonna di fluido con densità costante {\displaystyle \rho } in un suo punto di profondità h (distanza dal pelo libero del fluido, ossia la superficie del liquido che è a contatto con l'aria dell'ambiente esterno) si incrementa in modo direttamente proporzionale alla profondità Δz e al campo medio <a>, che nel caso della Terra è il valore medio del campo gravitazionale terrestre g≈9,8 m/s²,
{\displaystyle \Delta p={\rho }\cdot \langle a\rangle \cdot \Delta z}
L'equazione comporta anche che le superfici equipotenzali nel caso di fluido ideale sono anche superfici isobare. Se la superficie della colonna di liquido è esposta alla pressione atmosferica {\displaystyle p_{0}} allora la legge di Stevino può essere scritta anziché in termini di pressione relativa, in quella di pressione assoluta:
{\displaystyle p={\rho }\cdot \langle a\rangle \cdot \Delta z+p_{0}}
Il prodotto densità-campo medio è pari alla forza esterna volumetrica γ del fluido, pertanto la legge può intendersi anche come legame fra l'incremento di pressione in un punto del fluido e il suo affondamento dalla superficie libera, dove γ è il coefficiente di proporzionalità (costante):
{\displaystyle \Delta p={\gamma }\cdot \Delta z}
Supposto il liquido omogeneo, la variazione di pressione idrostatica è in ogni suo punto interno direttamente proporzionale alla variazione della distanza dalla superficie libera, alla densità del liquido e all'accelerazione di gravità. In corrispondenza del pelo libero la pressione nel liquido è pari alla pressione atmosferica.
Se la densità è costante si ha {\displaystyle z=z_{0}-{\frac {p}{\gamma }}}, dove z è l’altezza geodetica da un piano di riferimento, {\displaystyle \gamma } è il peso specifico del liquido e z0 è la quota piezometrica.
Si deduce quindi che la differenza di pressione tra due punti di uno stesso liquido ad altezze diverse è dato semplicemente dal prodotto del peso specifico per la loro distanza:
{\displaystyle z_{1}+{\frac {p_{1}}{\gamma }}=z_{2}+{\frac {P_{2}}{\gamma }}\longrightarrow (P_{1}-P_{2})=\gamma (z_{2}-z_{1})}
La legge di Stevino è alla base dei cosiddetti paradossi idrostatici e spiega il comportamento dei comuni pozzi artesiani, dove l'acqua affiora spontaneamente e sgorga in superficie se la pressione alla testa della colonna è maggiore di quella atmosferica.

## Esempio
L'altezza di una colonna d'acqua barometricamente equivalente all'intera atmosfera terrestre si calcola:
{\displaystyle \Delta z_{0}={\frac {p_{0}}{\rho \cdot g}}={\frac {101325\;{\textrm {Pa}}}{1000\;{\frac {\textrm {kg}}{{\textrm {m}}^{3}}}\cdot 9,81\;{\frac {\textrm {m}}{{\textrm {s}}^{2}}}}}\approx 10,33\;{\textrm {m}}}
Basta cioè scendere sott'acqua a una profondità di 10 metri per aumentare la pressione (2 atm), scendendo di altri 10,33 metri si arriva a 3 atmosfere e così via, ogni 10,33 metri la pressione aumenta di un'atmosfera; la legge di Stevino afferma quindi che la pressione aumenta linearmente con la profondità, infatti fissando un sistema di riferimento al pelo libero, orientato in modo concorde all'accelerazione di gravità, si ha la legge: P=PS*z; dove PS è il peso specifico [N/m^3] (g*densità) e z è la distanza dal pelo libero.
Si nota facilmente che l'equazione è quella di una retta con intercetta nulla poiché solitamente si lavora in pressione relativa, il concetto però è assolutamente identico in pressione assoluta, si tratta solo di aggiungere 1 atm, l'utilità di lavorare in pressione relativa piuttosto che assoluta sta nel fatto se si devono calcolare delle spinte si ottiene già la forza netta agente sulla superficie.
Da notare che 10,33 metri sono molti per la misurazione della pressione, l'altezza della colonna di fluido si può ridurre utilizzando fluidi con densità maggiore, ecco perché i primi manometri furono costruiti a mercurio (PS circa 133320 N/m^3 contro l'acqua PS= 9806 N/m^3). è facilmente calcolabile che l'altezza della colonna di mercurio corrispondente ad un'atmosfera è 760 mm, decisamente minore rispetto a 10 m, la versatilità del mercurio ha fatto sì che venisse utilizzato per moltissime misure di pressione, tanto che nel sistema delle unità di misura si trova il torr, dal nome dello scienziato italiano Evangelista Torricelli, che corrisponde proprio a 760 millimetri di mercurio.
La legge di Weber-Fechner, secondo cui l'orecchio risente della pressione in modo logaritmico, insieme alla legge di Stevin spiega il crescere della frequenza nella compensazione con la vicinanza alla superficie da praticare nel nuoto subacqueo.

## Derivazione
La seconda equazione di Eulero si esprime nella derivata lagrangiana:
{\displaystyle {\frac {D\langle {\bar {v}}\rangle }{Dt}}+{\frac {1}{\rho }}\nabla p-\langle a\rangle ={\bar {0}}}
dove {\displaystyle \langle a\rangle } rappresenta il campo medio agente sul fluido, p è la pressione e ρ la densità. Nel caso di un fluido stazionario:
{\displaystyle {\frac {D\langle {\bar {v}}\rangle }{Dt}}=0}
l'equazione diventa semplicemente:
{\displaystyle \nabla p=\rho \langle a\rangle }
Questa equazione è chiamata legge di Stevin generalizzata e stabilisce che nel caso statico il gradiente di pressione è localmente proporzionale all'accelerazione di gravità, in analogia col secondo principio della dinamica. Se le forze cui è soggetto il fluido sono conservative allora la precedente equazione è integrabile:
{\displaystyle \Delta p=\int _{r_{0}}^{r_{0}+\Delta r}\rho \langle a\rangle \cdot \operatorname {d} {\bar {r}}}
e se aggiungiamo l'ultima ipotesi che l'accelerazione imposta e la densità siano uniformi (valide rispettivamente per il campo gravitazionale terrestre e per liquidi):
{\displaystyle \Delta p=\rho \langle a\rangle \cdot \int _{{\bar {r}}_{0}}^{{\bar {r}}_{0}+\Delta {\bar {r}}}\operatorname {d} {\bar {r}}=\rho \langle a\rangle \cdot \Delta {\bar {r}}}
che è appunto la legge di Stevino.
La Legge di Stevino per fluidi incomprimibili è derivata anche dalla condizione di equilibrio idrostatico di un fluido ideale.

### Meccanica dei fluidi
- Fluido ideale
- Fluidodinamica
- Fluidostatica
- Meccanica dei fluidi

### Verifica sperimentale
- Apparecchio di Haldat